# Tapejara
 Tapejara  ist eine Gattung von Flugsauriern, deren fossile Überreste man in der Santana-Formation in Brasilien fand. Sie lebten in der Unterkreide vor ca. 110 Millionen Jahren. Alle drei bekannten Arten hatten einen vogelähnlichen kurzen Kiefer und einen deutlichen Knochenkamm auf dem Schädel. Die größte Art T. imperator erreichte eine Flügelspannweite von sechs Metern.

## Arten
- T. wellnhoferi Campos & Kellner, 1989. Das einzig bekannte Fossil dieser Art ist ein 25 Zentimeter langer Schädel.

Zu Tupandactylus gehören hingegen:
- Tapejara imperator Campos & Kellner, 1997. Das einzig bekannte Skelett dieser Art, dessen Schädel mit einem sehr hohen Knochenkamm ausgestattet ist, ist heute im Besitz zweier Museen. Der Schädel befindet sich in Rio de Janeiro, Brasilien und der Rest im Staatlichen Museum für Naturkunde in Karlsruhe unter der Nummer MCT 1622-R.
- Tapejara navigans Frey, Martill & Buchy, 2003